# Глостер Појнт (Вирџинија)
Глостер Појнт (енгл. Gloucester Point) насељено је место без административног статуса у америчкој савезној држави Вирџинија.

## Демографија
По попису из 2010. године број становника је 9.402, што је 27 (-0,3%) становника мање него 2000. године.
| Група             | 2000.         | 2010.         |
| Белци             | 8.134 (86,3%) | 8.161 (86,8%) |
| Афроамериканци    | 864 (9,2%)    | 708 (7,5%)    |
| Азијати           | 120 (1,3%)    | 83 (0,9%)     |
| Хиспаноамериканци | 163 (1,7%)    | 230 (2,4%)    |
| Укупно            | 9.429         | 9.402         |